# Gelasinospora heterospora
Gelasinospora heterospora är en svampart som beskrevs av Cailleux 1972. Gelasinospora heterospora ingår i släktet Gelasinospora och familjen Sordariaceae.   Inga underarter finns listade i Catalogue of Life.